# Jack M. Sell
Jack M. Sell est un réalisateur, scénariste, producteur, acteur et directeur de la photographie américain.

## Filmographie
Réalisateur
- 1979 : The Psychotronic Man
- 1987 : Outtakes
- 1989 : Deadly Spygames